# Modsi in rockerji
Modsi (angleško »lični huligani«) in rockerji (»zibajoči ljudje«) sta bili britanski mladinski gibanji iz zgodnjih 1960.
Pretepi tolp modsov in rockerjev v letu 1964 so podžgali nravno paniko med britansko mladino. Poznali so jih tudi kot ljudske hudiče.
Rockerji so privzeli nastopaško podobo motociklističnih tolp in so nosili črne usnjene jakne.